# Rugas

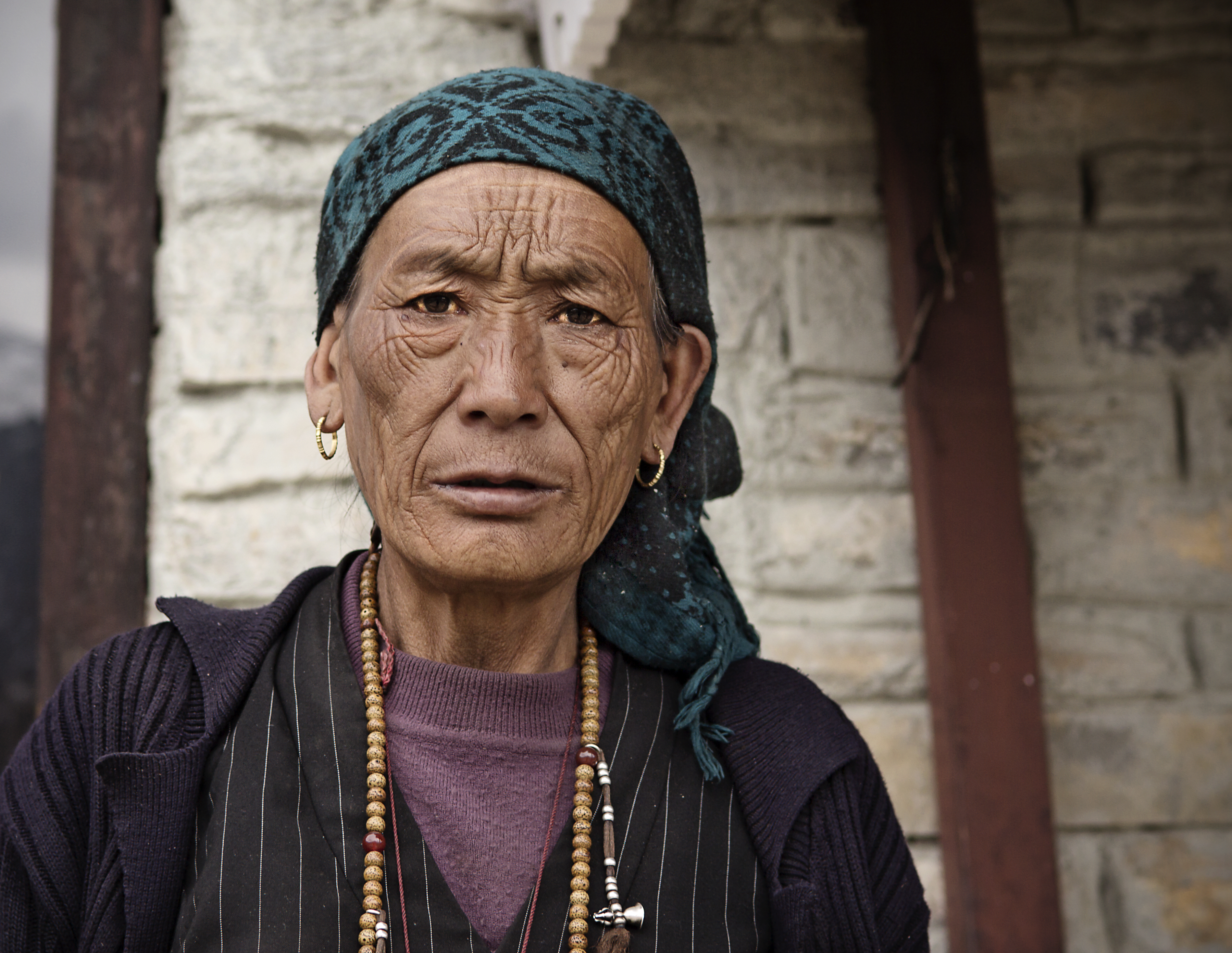
Mulher nepalesa cuja pele está densamente enrugada.

As rugas são pregas, vincos que se formam na pele humana ao longo do processo de envelhecimento do indivíduo. São formados dois tipos de rugosidades na pele:
1. Rugas de expressão
2. Rugas de envelhecimento

Os sulcos de expressão surgem em conseqüência da repetição constante de determinados movimentos faciais (como frangir a testa), ao passo que as de idade se originam por conta do afrouxamento da musculatura e da própria pele com influência da gravidade. 
A Medicina estética cuida dos efeitos das rugas nas pessoas, quer através de cirurgias plásticas, quer através de tratamentos, como a aplicação da toxina botulínica, cremes e hidratantes, etc.